# Donacia
Donacia là một chi bọ cánh cứng trong phân họ Donaciinae. Ấu trùng ăn các bộ phận chìm dưới nước của thực vật thủy sinh như Nymphaeaceae (lily nước). Con trưởng thành sống trên những phần trên mặt nước của thực vật thủy sinh.

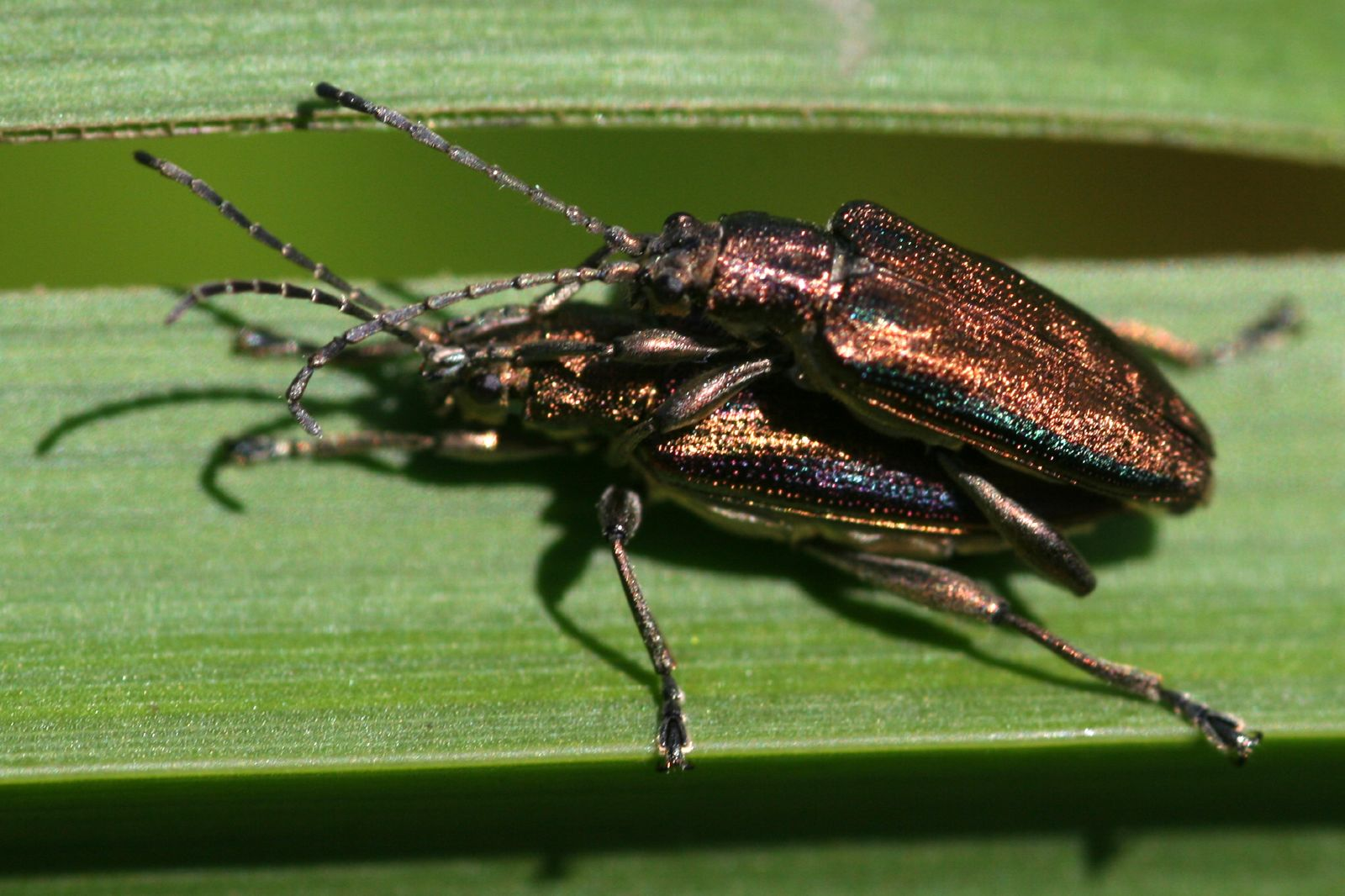
D. marginata mating pair

## Hình ảnh

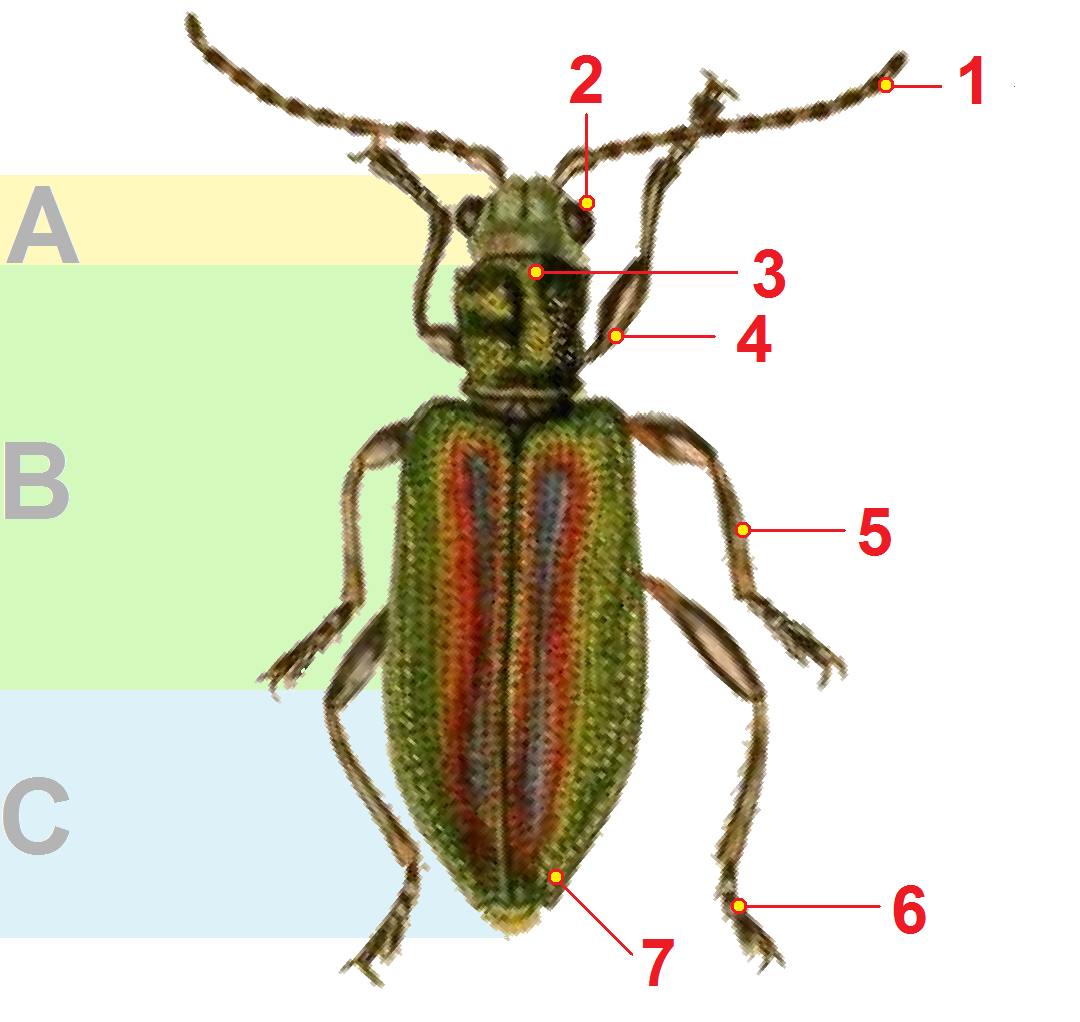
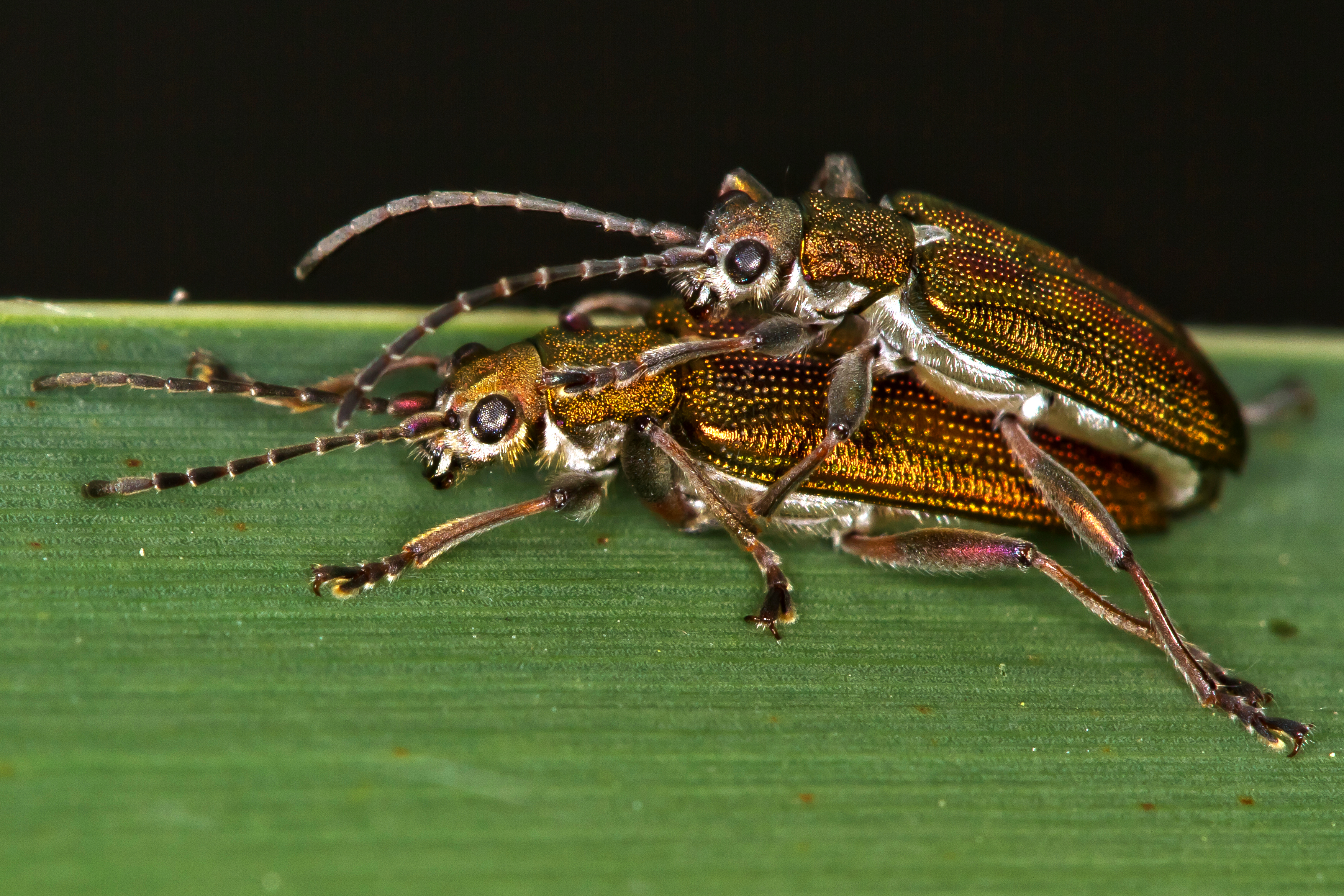
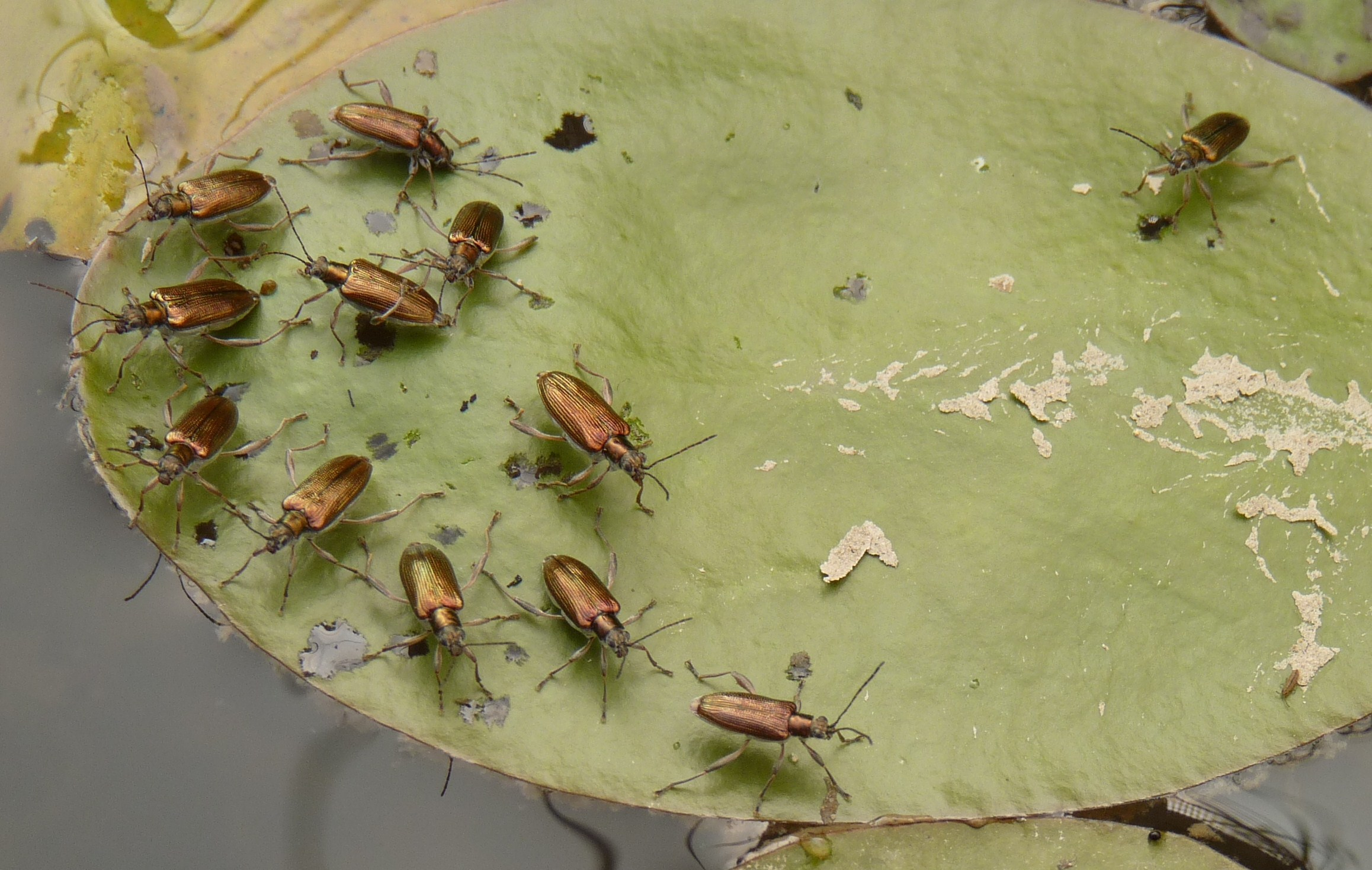
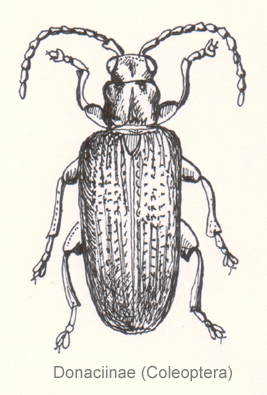